# Piotr Maldonado Lucero
Piotr Maldonado Lucero, Pedro de Jesús Maldonado (ur. 15 czerwca 1882 w Chihuahua, zm. 11 lutego 1937 tamże) – święty Kościoła katolickiego, prezbiter działający na terenie Archidiecezji Chihuahua, ofiara prześladowań antykatolickich zapoczątkowanych w okresie rewolucji meksykańskiej i powstania Cristero, męczennik.

## Życiorys
W wieku siedemnastu lat wstąpił do seminarium duchownego. Po zamknięciu seminarium w 1914 roku decyzją władz seminariów, kontynuował „nielegalne” studia, których ukończenie uwieńczył sakrament święceń przyjęty w El Paso 25 stycznia 1918 roku z rąk biskupa Anthony'ego J. Schuler'a SJ. 1 stycznia 1924 mianowany został proboszczem parafii w Santa Isabel, gdzie pracował do śmierci. Posługę duszpasterską w warunkach konspiracyjnych sprawował w ojczyźnie od 1926 do 1929 roku,  kiedy to doszło do podpisania porozumienia między episkopatem i władzami wykonawczymi. Mimo ustaleń w stanie Chihuahua z różną częstotliwością i nasileniem występowały prześladowania, które dotknęły Piotra Maldonado Lucero. 
Dręczony psychicznie i prześladowany fizycznie kilkakrotnie był przymuszany do emigracji. Mimo tych szykan powracał do parafii, w której pracował. W 1936 roku, w Wielki Czwartek, został postrzelony. Po powrocie do zdrowia dalej prowadził swój apostolat wśród wiernych swojej parafii. 

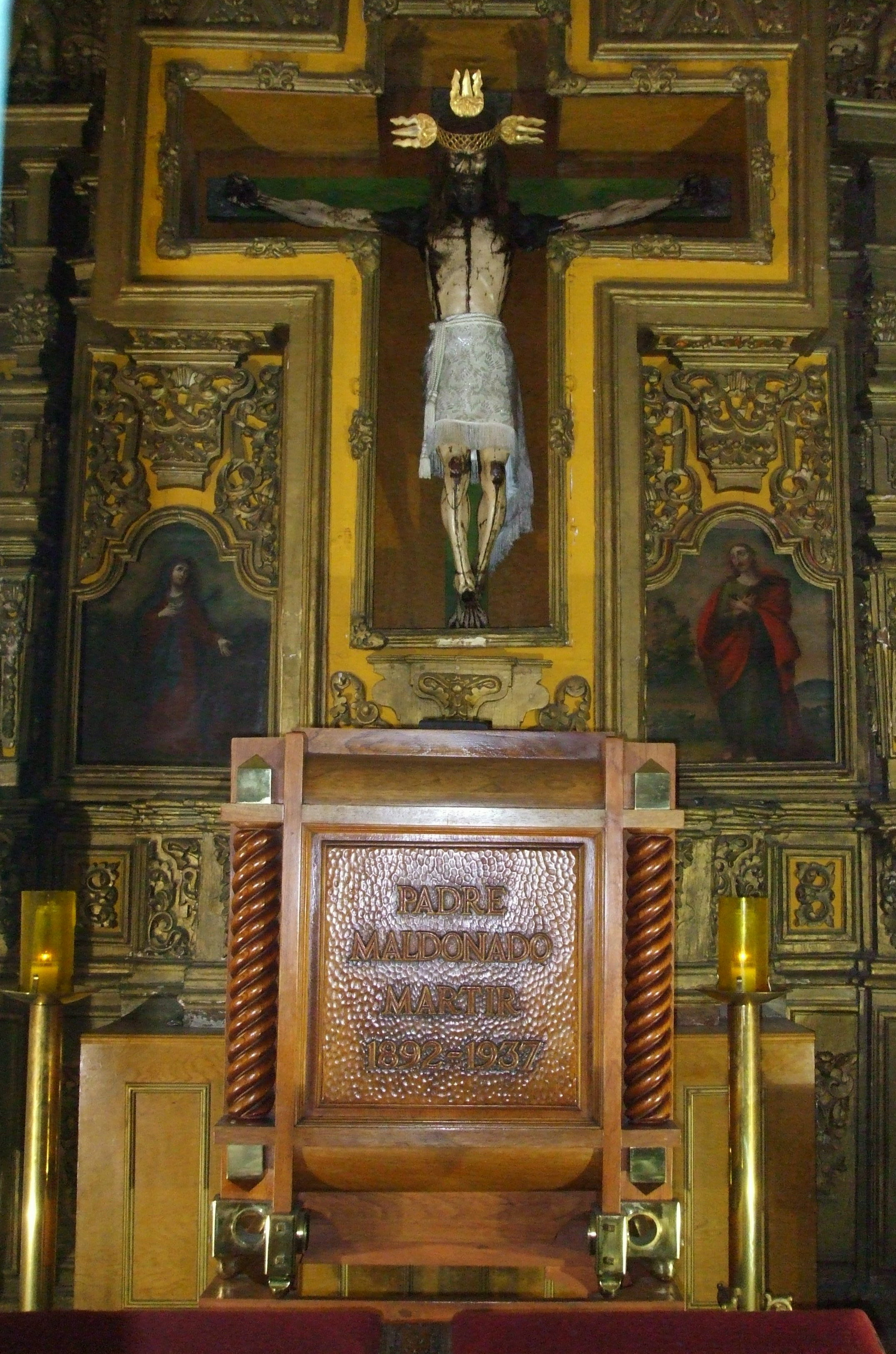
Relikwiarz Piotra Maldonado Lucero w katedrze w Chihuahua

W Popielec roku następnego (10 lutego), po wkroczeniu żołnierzy do prywatnego domu,  gdzie przygotowywał się, po wysłuchaniu spowiedzi, do sprawowania Eucharystii, dobrowolnie oddał się w ich ręce, by uchronić przed represjami zgromadzonych wiernych. Spętanego więzami i na boso przepędzono go  do ratusza i tam skatowano, a następnie wyrzucono na ulicę. Połamany, z wybitymi zębami i uszkodzoną czaszką przewieziony został do szpitala, gdzie zmarł następnego dnia w rocznicę swojej Prymicji.
Relikwie Piotra Maldonado Lucero spoczywają w katedrze w Chihuahua, która jest też miejscem szczególnego kultu, jakim otoczona jest postać męczennika.
Po procesie informacyjnym na etapie lokalnej diecezji, który toczył się w latach 1933–1988 w odniesieniu do męczenników okresu prześladowań Kościoła katolickiego w Meksyku, został beatyfikowany 22 listopada 1992 roku w watykańskiej bazylice św. Piotra, a jego kanonizacja na placu Świętego Piotra, w grupie Krzysztofa Magallanesa Jary i 24 towarzyszy, odbyła się 21 maja 2000 roku. Wyniesienia na ołtarze Kościoła katolickiego dokonał papież Jan Paweł II.
Wspomnienie liturgiczne przypada w dzienną rocznicę śmierci Piotra Maldonado Lucero.